# Ernest Czerper

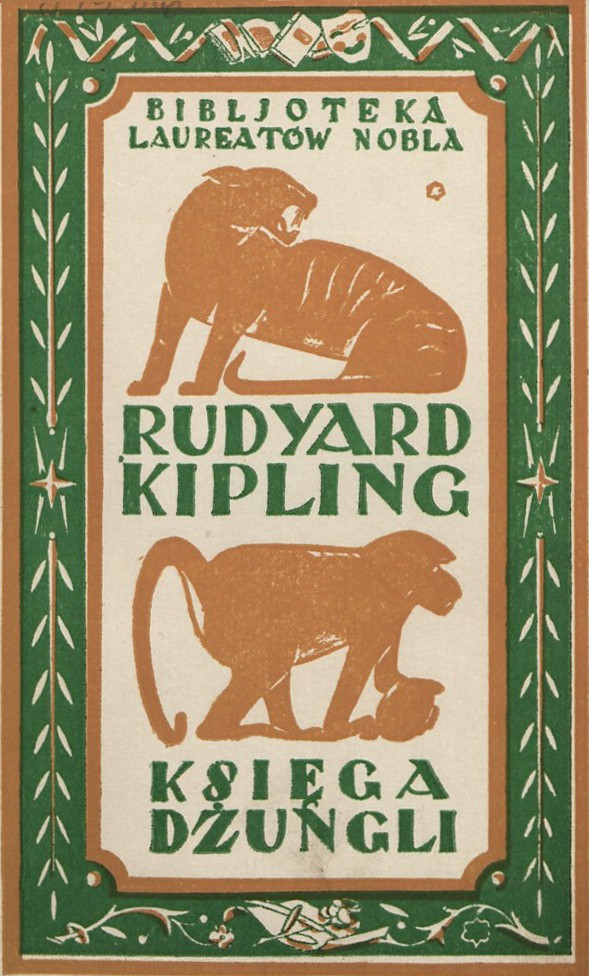
Rudyard Kipling Księga dżungli, seria „Biblioteka Laureatów Nobla”, tom V (1923). Projekt okładki E. Czerpera

Ernest Czerper (ur. 1899, zm. 1933) – polski grafik i ilustrator, wieloletni współpracownik Wydawnictwa Polskiego R. Wegnera w okresie dwudziestolecia międzywojennego. Współpracę tę zapoczątkowały ekskluzywnie wydane Sonety krymskie Adama Mickiewicza, do których Czerper wraz z Teodorem Rożankowskim wykonali 18 litografii. Czerper ilustrował następnie m.in. książki z serii „Biblioteka Laureatów Nobla” oraz „Epopeje i Legendy”. Był także autorem projektów graficznych opraw tej serii. Projektował też okładki cyklu „Monografie Wielkich Postaci i Okresów Dziejowych” i serii „Cuda Polski”, bardzo wysoko ocenianej m.in. szatę graficzną.